# 1 Decembrie 1918 (stație de metrou)
1 Decembrie 1918 este o stație de metrou din București. În apropiere se află Piața Trapezului. Ea a fost deschisă la data de 20 noiembrie 2008.
Numită după data - 1 decembrie 1918, data anexării Transilvaniei la România.